# Rovchan Nadjaf
Rovchan Nadjaf (en azéri : Rövşən Nəcəf), né le 9 avril 1982 à Bakou, est un docteur en économie et homme d'affaires azerbaïdjanais. Il est président de la State Oil Company of Azerbaijan Republic (SOCAR) depuis 2022.

## Biographie
Entre 1997 et 2001, Rovchan Nadjaf étudie à l'université d'État d'économie d'Azerbaïdjan. En 2007-2008, il poursuit ses études à la faculté de gestion internationale de l'énergie et politique de l'université Columbia, aux États-Unis.
Le 10 février 2022, Rovchan Nadjaf est nommé premier vice-président de la compagnie pétrolière d'État de la république d'Azerbaïdjan (SOCAR) par ordre du président Ilham Aliyev, et le 21 juillet de la même année, il en devient président.

## Vie privée
Rovchan Nadjaf est marié et père de deux enfants.